# Георгиевка (Полтавский район)
Георгиевка — село в Полтавском районе Омской области России. Входит в состав Ольгинского сельского поселения.

## История
Основано в 1896 году. В 1928 году состояло из 241 хозяйства, основное население — русские. Центр Георгиевского сельсовета Полтавского района Омского округа Сибирского края.

## Население
| 1926 | 2010 |
| ---- | ---- |
| 1233 | ↘320 |